# حبيل مورة (يهر)

تعديل مصدري - تعديل

حبيل مورة هي إحدى قرى عزلة يهر بمديرية يهر التابعة لمحافظة لحج، بلغ تعداد سكانها 55 نسمة حسب تعداد اليمن لعام 2004.